# 星期五晚餐
《星期五晚餐》（英語：Friday Night Dinner）是英國電視情景喜剧，由羅拔·朴伯編劇，譚倩·吉格、保羅·烈達、西蒙·伯德、湯·羅笙杜和馬克·協普主演，聚焦一個中產英國猶太家庭在每週五晚進餐時的經歷。首集在2011年2月25日在第四台播放，並在翌年獲得英國電視學院獎兩項提名：最佳情景喜劇、譚倩·吉格的最佳喜劇女演員。

## 設定
《星期五晚餐》講述了中產世俗猶太家庭－古德曼家庭－的安息日晚餐經歷，呼應了編劇的成長環境。劇中家人有母親積琪（譚倩·吉格飾演）、父親馬田（保羅·烈達）、音樂家長子亞當（西蒙·伯德）和地產經紀幼子莊尼（湯·羅笙杜）。四人居住在倫敦北部一處市郊，而本劇則在該處的磨坊山取景。兄弟二人回家食晚餐時經常搞出不少鬧劇，尤其是二人互相捉弄對方。
詹·卑利（馬克·協普）是古德曼的鄰居，為人奇特和怕狗卻養了一隻寵物狗，因為喜歡積琪而經常探訪。
積琪好友華麗連·露易絲（翠絲·奧伯敏）和積琪母親伊倫娜·寶娜（法蘭西絲·喬嘉）也是常客。馬田母親仙妃雅·古德曼（盧莎蓮·黎特）則間中探訪這家人。

## 角色

### 主角
- 譚倩·吉格（英语：Tamsin Greig） 飾演 積克蓮·"積琪"·古德曼，家母
- 保羅·烈達（英语：Paul Ritter (actor)） 飾演 馬田·古德曼，家父
- 西蒙·伯德 飾演 亞當·古德曼，長子，一名音樂家和廣告宣傳作曲家
- 湯·羅笙杜（英语：Tom Rosenthal (actor)） 飾演 莊拿勳·"莊尼"·古德曼，幼子，一名地產經紀
- 馬克·協普（英语：Mark Heap） 飾演 詹·卑利，古德曼家人的古怪鄰居，養有寵物狗衛遜（第1至5季）和苗遜（第6季起）

### 客串
- 法蘭西絲·喬嘉 飾演 伊倫娜·"妮莉"·寶娜，積琪母親，人稱「婆婆」（第1至4季客串；第5季嘉賓身份聲演）
- 翠絲·安·奧伯敏（英语：Tracy Ann Oberman） 飾演 華麗連·"華"·露易絲，積琪最親密的神經質朋友，兄弟二人稱呼其「華姨姨」（第1至2季嘉賓身份出演；第3季至今客串）

### 嘉賓
- 盧莎蓮·黎特（英语：Rosalind Knight） 飾演 仙妃雅·古德曼，馬田母親，人稱「恐怖嫲嫲」（第4至6季，聖誕節特別版）

## 集數列表
| 季數 | 集数 | 集数 | 首播日期       | 首播日期       | 英國平均收視 （萬人） |
| 季數 | 集数 | 集数 | 首映           | 季终           | 英國平均收視 （萬人） |
| ---- | ---- | ---- | -------------- | -------------- | --------------------- |
| 1    | 6    | 6    | 2011年2月25日  | 2011年4月8日   | 不適用                |
| 2    | 6    | 6    | 2012年10月7日  | 2012年11月11日 | 不適用                |
| 特別 | 特別 | 特別 | 2012年12月24日 | 2012年12月24日 | 154                   |
| 3    | 6    | 6    | 2014年6月20日  | 2014年7月25日  | 145                   |
| 4    | 6    | 6    | 2016年7月22日  | 2016年8月26日  | 166                   |
| 5    | 6    | 6    | 2018年5月4日   | 2018年6月8日   | 209                   |
| 6    | 6    | 6    | 2020年3月27日  | 2020年5月1日   | 470                   |

1. ↑  首三季的平均收視是計算七日平均觀看數而定，後三季是計算二十八日。

## 美國改編版
2011年9月，《Deadline Hollywood》宣布，改編《The Office》為美國版的基格·丹廖斯將主導改編本劇為美國版，並在NBC試播。美版由丹廖斯擔任編劇，堅·夸彼斯為導演，托尼·舍卢卜和艾莉森·珍妮分別飾演父母兩角，但最終沒有正式出街。
2014年，CBS購買本劇美國版的版權嘗試試播。兩年後，CBS再次嘗試改編本劇為美版，名為《星期日晚餐》。

## 外部連結
- 英國第四台网站上的Friday Night Dinner
- 英国喜剧向导网站上的《星期五晚餐》（英文）
- 互联网电影数据库（IMDb）上《星期五晚餐》的资料（英文）